# Motokrossz-világbajnok versenyzők listája

## Világbajnoki címek

### Versenyző
| Versenyző          | cím                                           |
| ------------------ | --------------------------------------------- |
| Stefan Everts      | 10 (4 x MX1, 2 x 500cc, 3 x 250cc, 1 x 125cc) |
| Joël Robert        | 6 (6 x 250cc)                                 |
| Roger De Coster    | 5 (5 x 500cc)                                 |
| Eric Geboers       | 5 (2 x 500cc, 1 x 250cc, 2 x 125cc)           |
| Joël Smets         | 5 (4 × 500cc, 1 x MX3)                        |
| Harry Everts       | 4 (1 x 250cc, 3 x 125cc)                      |
| Torsten Hallman    | 4 (4 x 250cc)                                 |
| Georges Jobé       | 4 (2 x 500cc, 2 x 250cc)                      |
| Heikki Mikkola     | 4 (3 x 500cc, 1 x 250cc)                      |
| Greg Albertyn      | 3 (2 x 250cc, 1 x 125cc)                      |
| Alessio Chiodi     | 3 (3 x 125cc)                                 |
| Yves Demaria       | 3 (3 x MX3)                                   |
| Paul Friedrichs    | 3 (3 x 500cc)                                 |
| André Malherbe     | 3 (3 x 500cc)                                 |
| Guennady Moisseev  | 3 (3 x 250cc)                                 |
| Gaston Rahier      | 3 (3 x 125cc)                                 |
| David Thorpe       | 3 (3 x 500cc)                                 |
| Bengt Aberg        | 2 ( 2 x 500cc)                                |
| Jean-Michel Bayle  | 2 (1 x 250cc, 1 x 125cc)                      |
| John van den Berk  | 2 (1 x 250 cc, 1 x 125 cc)                    |
| Frédéric Bolley    | 2 (2 x 250cc)                                 |
| Antonio Cairoli    | 2 (2 x MX2 cc)                                |
| Håkan Carlqvist    | 2 (1 x 500cc, 1 x 250cc)                      |
| Heinz Kinigadner   | 2 (2 x 250cc)                                 |
| Sten Lundin        | 2 (2 x 500cc)                                 |
| Bill Nilsson       | 2 (2 x 500cc)                                 |
| Trampas Parker     | 2 (1 x 250cc, 1 x 125cc)                      |
| Mickael Pichon     | 2 (2 x 250cc)                                 |
| Alessandro Puzar   | 2 (1 x 250cc, 1 x 125cc)                      |
| Steve Ramon        | 2 (1 x MX1, 1 x MX2)                          |
| Donny Schmit       | 2 (1 x 250cc, 1 x 125cc)                      |
| Jeff Smith         | 2 (2 x 500cc)                                 |
| Rolf Tibblin       | 2 (2 x 500cc)                                 |
| Sebastien Tortelli | 2 (1 x 250cc, 1 x 125cc)                      |

### Nemzetiség
| Ország                    | 500cc / MX3 | Ország                    | 250cc / MX1 | Ország                    | 125cc / MX2 |
| ------------------------- | ----------- | ------------------------- | ----------- | ------------------------- | ----------- |
| Belgium                   | 23          | Belgium                   | 18          | Belgium                   | 9           |
| Svédország                | 10          | Svédország                | 6           | Olaszország               | 6           |
| Nagy Britannia            | 6           | Franciaország             | 6           | Franciaország             | 4           |
| Kelet-Németország         | 3           | Szovjetunió               | 4           | Hollandia                 | 3           |
| Finnország                | 3           | Amerikai Egyesült Államok | 3           | Amerikai Egyesült Államok | 3           |
| Franciaország             | 3           | Ausztria                  | 2           | Dél-Afrika                | 2           |
| Olaszország               | 1           | Dél-Afrika                | 2           | Finnország                | 1           |
| Új-Zéland                 | 1           | Finnország                | 1           | Japán                     | 1           |
| Amerikai Egyesült Államok | 1           | Olaszország               | 1           | Új-Zéland                 | 1           |
| -                         | -           | Hollandia                 | 1           | Nagy Britannia            | 1           |
| -                         | -           | Nagy Britannia            | 1           | -                         | -           |